# 深沢七郎
深沢 七郎（ふかざわ しちろう、1914年〈大正3年〉1月29日 - 1987年〈昭和62年〉8月18日） は、日本の小説家、ギタリスト。
山梨県出身。職を転々とし、ギター奏者として日劇ミュージックホールに出演。『楢山節考』が正宗白鳥に激賞され、異色の新人として注目を集めた。「中央公論」に発表した『風流夢譚』に関わる右翼テロ事件（嶋中事件）後、筆を折った時期もあったが、土俗的な庶民のエネルギーを描いて独自の作品を発表し続けた。農場や今川焼屋を経営したり、ギター・リサイタルを開催したりと多くの話題を残した。他に代表作『笛吹川』『東京のプリンスたち』『庶民烈伝』『みちのくの人形たち』など。

## 来歴・人物
1914年（大正3年）1月29日、印刷業の父・隣次郎、母さとじの四男として、山梨県東八代郡石和町（現笛吹市石和町）市部に生まれる。旧制山梨県立日川中学校（現山梨県立日川高等学校）卒業。中学の頃からギターに熱中する。
1937年、23歳の時に徴兵保険会社（現・富国生命保険）契約課に勤務、翌年九州の博多店に転勤。1939年、第1回ギターリサイタルを丸の内にある明治生命講堂で開催。同年、保険会社を辞め、報国砂鉄精錬株式会社に入社、雑司ヶ谷のアパートに住んだ。戦中から戦後にかけて、米や砂糖、タバコなどの闇商売もやった。
短歌研究誌『こだま』（発行者は塩山町の古松松夫）の第6号(1946年7月31日)と第11号(1947年1月26日)に歌を投稿した。深沢は万葉集を擦り切れるほど読んでいたという。1946年、文藝春秋の広告で「新人作家集団」を知り入会、指導者の一人であった丸尾長顕に師事する。『白笑』『狂鬼茄子』などを執筆する。
1949年10月、看病していた母さとじが死去、72歳。母の死後、深沢は石和を離れ、旅回りのバンドや衣類の行商で各地を転々とする。1952年、東京YMCAで18回目のギターリサイタルを開く。それを見ていた丸尾が、深沢を日劇ミュージックホールの前身である日劇小劇場に、ギタリストとしてスカウトした。
1956年（昭和31年）42歳の時に、うばすてやま（姥捨て山）をテーマにした「楢山節考」を書き上げる。丸尾はそれを読み、第1回中央公論新人賞に応募するように勧めた。選考委員の三島由紀夫、伊藤整、武田泰淳の全員一致で「楢山節考」は第1回受賞作に選ばれた。授賞式は1957年2月5日に日劇ミュージックホールで開催され、選考委員の三人や、正宗白鳥等が出席した。「楢山節考」はベストセラーになったが、芥川賞候補にはならなかった。戦国時代の甲州の農民を描いた『笛吹川』(1958年)も評判になり、映画化された。
1960年末に『中央公論』に発表した『風流夢譚』の中で描かれた皇室の描写を巡って、翌年、中央公論社社長宅が右翼に襲撃される嶋中事件（風流夢譚事件）が起こった。そのため筆を折って3年間各地を放浪したが、その間も『流浪の手記』などを執筆している。1965年11月8日、埼玉県南埼玉郡菖蒲町（現久喜市）に落ち着き、上大崎の見沼代用水近くに2人の若者を連れて「ラブミー農場」を開き、以後そこに住んだ。このラブミー農場には、嵐山光三郎、赤瀬川原平、篠原勝之らが訪れた。
1968年10月31日、心筋梗塞により、生死の境をさまよった。以後、亡くなるまでの19年間、闘病生活を送る。1975年から6、7年の間、長野県臼田町の佐久病院で治療を受ける。深沢は佐久が気に入り、家まで探していた。
1971年、東京都墨田区東向島の東武曳舟駅の近くで今川焼屋「夢屋」を開く（包装紙は横尾忠則のデザインによる）。
1980年、「みちのくの人形たち」で第7回川端康成文学賞に選ばれたが、「殺生の罪」を理由に受賞辞退。翌1981年に同作品で第17回谷崎潤一郎賞を受賞。
1987年8月18日、深沢は床屋の椅子に座り昼寝をしていた。付き人が用を足しにほんの数分離れ、戻ってくると深沢は死んでいた。73歳没。告別式では、遺言に従ってフランツ・リストの『ハンガリー狂詩曲』やエルヴィス・プレスリー、ローリングストーンズなどをBGMに自ら般若心経を読経したテープや、自ら作詞した『楢山節』の弾き語りのテープが流された。
深沢はエルヴィス・プレスリーの大ファンで、「短編しか書けないのは、マンボやロカビリーやウエスタンのような小説が書きたかったから」と語っていた。「東京のプリンスたち」にはエルヴィスの曲名が次々に登場する。また、ビートルズやジミ・ヘンドリックスも好んでいた。

## 著作
- 『楢山節考』中央公論社、1957 のち新潮文庫
- 「東北の神武たち」（1957年）
- 「揺れる家」（1957年）短編
- 「柞葉の母」（1957年）短編
- 「三つエチュード」（1957年）短編
- 『言わなければよかったのに日記』中央公論社、1958年。 / 『言わなければよかったのに日記』中央公論社〈中公文庫〉、1987年11月10日。ISBN 978-4122014664。
- 『笛吹川』中央公論社（1958年）のち新潮文庫、講談社文芸文庫
- 「木曽節お六」（1958年）短編
- 「ささやき記」（1958年）エッセイ
- 『東京のプリンスたち』中央公論社（1959年）
- 「文士劇」ありのままの記」（1959年）エッセイ
- 「風流夢譚」（1960年）
- 『流浪の手記 風流夢譚余話』アサヒ芸能出版・平和新書（1963年）エッセイ のち徳間文庫
- 「正宗白鳥と私」（1963年）
- 『千秋楽』河出書房新社（1964年）のち新潮文庫
- 『甲州子守唄』（1964年）講談社 のち文庫、中公文庫、講談社文芸文庫
- 『人間滅亡の唄』徳間書店（1966年）のち新潮文庫(1975年)
- 「生態を変える記」（1966年）エッセイ
- 『百姓志願 都会を離れた自由人の日記』毎日新聞社 1968
- 『深沢七郎選集』全3巻 大和書房 1968
- 『庶民烈伝』新潮社（1970年）のち文庫 - 関東大震災の体験についての回想。
- 『深沢七郎傑作小説集』全4巻 読売新聞社 1970
- 『人間滅亡的人生案内』河出書房新社（1971年）
- 『盲滅法 深沢七郎対談集』創樹社 1971
- 『怠惰の美学』日芸出版（1972年）
- 『東北の神武たち』新潮文庫、1972
- 『盆栽老人とその周辺』文藝春秋（1973年）のち文庫
- 『生き難い世に生きる 深沢七郎対談集』実業之日本社 1973
- 『対談くらしの中の男二人』小田実 現代史資料センター出版会 1973
- 『深沢ギター教室 あなたも「禁じられた遊び」が弾ける』光文社カッパ・ブックス 1973
- 『無妙記』河出書房新社（1975年）
- 『たったそれだけの人生 深沢七郎対談集』集英社 1978
- 『妖木犬山椒』中公文庫（1978年）
- 『みちのくの人形たち』中央公論社（1979年）のち文庫 - 谷崎潤一郎賞受賞
- 『ちょっと一服、冥土の道草』文藝春秋（1983年）エッセイ　のち表題作のエッセイを削除して『余禄の人生』として文春文庫
- 『極楽まくらおとし図』集英社（1984年）
- 『夢辞典』文芸春秋 1987
- 『深沢七郎ライブ』話の特集編集室 1988
- 『深沢七郎の滅亡対談』ちくま文庫、1993
- 『深沢七郎集』全10巻 筑摩書房 1997
- 『生きているのはひまつぶし 深沢七郎未発表作品集』光文社 2005 のち文庫
- 『深沢七郎コレクション』転・流　戌井昭人編 ちくま文庫 2010
- 『生まれることは屁と同じ 深沢七郎対談集』新海均編 河出書房新社 2012
- 『花に舞う 日本遊民伝 深沢七郎音楽小説選』講談社文芸文庫 2013
- 『楢山節考/東北の神武たち 深沢七郎初期短篇集』中公文庫 2014

## 関連書籍
- 遠丸立『呪詛はどこからくるか』三一書房 1972
- 『日本文学研究資料叢書 井伏鱒二・深沢七郎』有精堂出版 1977
- 遠丸立『深沢七郎 文学と、ギターと』沖積舎 作家論叢書 1986
- 松本鶴雄『深沢七郎論 民衆とは何か』林道舎 1986
- 折原脩三『深沢七郎論 体をゆすっただけの小説が書きたい』田畑書店 1988
- 福岡哲司『深沢七郎ラプソディ』ティビーエス・ブリタニカ 1994
- 嵐山光三郎『桃仙人 小説深沢七郎』メタローグ、1995 （ちくま文庫、1997 ランダムハウス講談社文庫、2008　中公文庫、2013）
- 相馬庸郎『深沢七郎 この面妖なる魅力』勉誠出版 遊学叢書 2000
- 大橋弘「虚無」を生きる 深沢七郎入門』日本図書刊行会 2005
- 新海均『深沢七郎外伝 淋しいって痛快なんだ』潮出版社、2011年12月10日。ISBN 978-4-267-01889-3。
- 安藤始『深沢七郎 その存在と文学』おうふう 2012
- 『深沢七郎 没後25年ちょっと一服、冥土の道草』河出書房新社 KAWADE道の手帖 2012

### 映画化された作品
- 東北の神武たち（1957年、東宝）
  - 監督：市川崑
  - 出演：芥川比呂志、左卜全など
- 楢山節考（1958年、松竹）
  - 監督：木下惠介
  - 出演：田中絹代、高橋貞二など
- 笛吹川（1960年）
  - 監督・脚本：木下惠介
  - 出演：田村高廣、高峰秀子、市川染五郎など
- 楢山節考（1983年、東映、今村プロダクション）
  - 監督・脚本：今村昌平
  - 出演：緒形拳、坂本スミ子など

## レコード
- ギター独奏集・祖母の昔語り（1973年）